# أضرار اسمية
الأضرار الاسمية، (بالإنجليزية: Nominal damages)‏، هي أضرار صغيرة جدًا تُمنح لإظهار أن الخسارة، أو الضرر، الذي لحق به كان تقنيا وليس فعليا. ربما يكون تعويض الأضرار الاسمية الأكثر شهرة في العصر الحديث، هي حكم الدولار، ضد الاتحاد الوطني لكرة القدم (NFL) في دعوى مكافحة الاحتكار لعام 1986، التي حكمها اتحاد الولايات المتحدة لكرة القدم. على الرغم من أن الحكم قد تضاعف ثلاث مرات تلقائيا، بموجب قانون مكافحة الاحتكار الأمريكي، إلا أن الحكم الناتج عن ذلك، وقدره 3 دولارات، كان بمثابة انتصار لاتحاد كرة القدم الأميركي.
تاريخيا، كانت واحدة من أفضل تعويضات الضرر الاسمي المعروفة، هي «البعد» الممنوح لجيمس ويسلر، في دعوى تشهير ضد «جون روسكين». في الولاية القضائية الإنجليزية، يتم تحديد الأضرار الاسمية بشكل عام على 2 جنيه إسترليني. غالبا ما يقوم الطرف الذي تعرض للإيذاء بذلك، ولكنه غير قادر على إثبات أضرار جسيمة بمقاضاة الأضرار الاسمية. هذا شائع بشكل خاص في الحالات التي تنطوي على انتهاكات مزعومة للحقوق الدستورية، مثل حرية التعبير.

## أضرار ازدراء
الأضرار المزعومة، هي شكل من أشكال التعويض عن الأضرار المتاحة، في بعض الولايات القضائية. تشبه تعويضات الأضرار الاسمية، حيث يتم منحها عندما تكون مطالبة المدعي تافهة، ويستخدم فقط لتسوية نقطة شرف، أو قانون. عادة ما تكون التعويضات مبالغ صغيرة، وعادة ما يكون سنت أو ما شابه. الفرق الرئيسي هو أنه في الولايات القضائية التي تتبع الخاسر، يدفع مقابل أتعاب المحاماة، قد تكون مطالبات المدعي في قضية الأضرار الازدراء، هي لدفع أتعاب محاميه.